# Macrodactylus gracilis
Macrodactylus gracilis är en skalbaggsart som beskrevs av Moser 1918. Macrodactylus gracilis ingår i släktet Macrodactylus och familjen Melolonthidae. Inga underarter finns listade i Catalogue of Life.